# Ján Tánczos
Ján Tánczos är en tjeckisk tidigare backhoppare som tävlade för dåvarande Tjeckoslovakien och nuvarande backhoppstränare.

## Karriär
Ján Tánczos kom med i tjeckoslovakiska backhoppningslandslaget 1976. Han debuterade internationellt i tysk-österrikiska backhopparveckan säsongen 1976/1977. Han blev nummer 30 i öppningstävlingen i Schattenbergbacken i Oberstdorf i Västtyskland 30 december 1976. Han blev nummer 9 i deltävlingen i Innsbruck, vilket var hans bästa resultat första säsongen i backhopparveckan. Han blev också bland de tio bästa i deltävlingar i backhopparveckan säsongen 1978/1979. Tánczos blev nummer fem i Oberstdorf 12,6 poäng efter segraren Jurij Ivanov från Sovjetunionen. I nyårstävlingen i Olympiabacken i Garmisch-Partenkirchen blev han nummer sex, 9,0 poäng efter segrande landsmannen Josef Samek. Han blev nummer 19 sammanlagt i backhopparveckan 1978/1979.
Världscupen i backhoppning startade säsongen 1979/1980. Ján Tánczos tävlade i första upplagan av världscupen och startade i sin första deltävling i världscupen under första tävlingen i backhopparveckan. Han blev nummer 51 i sin första världscuptävling. Som bäst i världscupen var han i skidflygningsbacken i Vikersund i Norge 2 mars 1980 då han blev nummer tre, efter hemmahopparen Per Bergerud och Stanisław Bobak från Polen. Som bäst sammanlagt i världscupen var han säsongen 1979/1980 då han blev nummer 46 totalt. Tánczos deltog i sin sista världscuptävling på hemmaplan i Harrachov 8 januari 1983.

## Senare karriär
Efter avslutad backhoppskarriär har Ján Tánczos varit verksam som backhoppstränare. Sedan säsongen 2011/2012 har han varit huvudtränare för Tjeckiska landslaget.